# テトラデシル硫酸ナトリウム
テトラデシル硫酸ナトリウム（英：Sodium tetradecyl sulfate（STS））は、INCI名ミリスチル硫酸ナトリウムとしても知られる一般的な陰イオン界面活性剤である。この化合物は、テトラデカノールのミセル形成硫酸エステルのナトリウム塩からなる。白色の水溶性固体で、毒性は低く、多くの実用的な用途がある。アプリケーション

## 医学
硬化剤であるSotradecolとFibroveinの有効成分である。これは、It is commonly used in the treatment of varicose and spider veins of the leg, during the procedure of sclerotherapy.洗剤であるため、その作用は静脈壁の細胞内の脂質分子に及び、静脈の内壁の炎症性破壊と血栓形成を引き起こし、最終的には静脈の硬化につながる。この目的のために0.1％から3％の濃度で使用される。
特にエーラス・ダンロス症候群患者のように、定期的に脱臼する関節の安定化治療に用いられることもある。イギリス、アイルランド、イタリア、オーストラリア、ニュージーランド、南アフリカでは、Fibro-Veinという商品名で0.2%、0.5%、1.0%、3%の濃度で販売されている。

## 合成
テトラデシルアルコールを三酸化硫黄で処理し、得られたピロ硫酸を水酸化ナトリウムで中和する。